# Tàngara de collar carmesí
La tàngara de collar carmesí (Ramphocelus sanguinolentus) és una espècie d'ocell de la família Thraupidae que es distribueix en zones tropicals humides de Mèxic i Amèrica Central.

## Descripció
Les tangares de collar carmesí fan una mitjana de 19-20 cm de llargada. El plomatge adult és negre amb un collar vermell que cobreix la nuca, el coll i el pit. Totes les cobertores caudals són vermelles. El bec és d'un blau pàl·lid i les potes de color blau grisenc. En els adults, els iris són carmesí, al contrari del que mostren Howell i Webb. Les femelles són lleugerament més apagades que els mascles, però de vegades no se'n distingeixen. Els ocells joves són similars, excepte que la caputxa és de color vermell apagat, les zones negres estan tenyides de marró i el pit és tacat de vermell i negre.

## Distribució i hàbitat
S'estén des del sud de Veracruz i el nord d'Oaxaca a Mèxic, passant pel vessant atlàntic de l'Amèrica Central, fins a les terres altes de l'oest de Panamà.